# Снигирева, Татьяна Александровна
Татьяна Александровна Снигирева (урождённая Шубина; род. 9 мая 1954, Свердловск) — советский и российский филолог, литературовед, специалист по русской литературе ХХ—XXI веков. Доктор филологических наук, профессор кафедры русской и зарубежной литературы Уральского гуманитарного института Уральского федерального университета им. Б. Н. Ельцина.

## Биография
Родилась 9 мая 1954 года в Свердловске. Окончила в 1971 году школу № 76 города Свердловска. В 1976 году окончила филологический факультет Уральского университета, начала работать на кафедре советской литературы УрГУ. Специалист по русской литературе XX века. В 1985 году в УрГУ защитила кандидатскую диссертацию «Жанровая типология лирики А. Твардовского» (1985, научный руководитель проф. А. С. Субботин). В 1996 году в Воронежском государственном университете защитила докторскую диссертацию «А. Твардовский: поэт и его эпоха» (1996). 
Профессор кафедры русской и зарубежной литературы УрФУ, ведущий научный сотрудник Института истории и археологии УрО РАН. Читает курсы по истории русской литературы XX века (все периоды), спецкурсы «Феномен позднего творчества», «Феномен затекста», «Феномен “толстого” журнала». Научный руководитель докторских и кандидатских диссертаций, посвященных творчеству М. Цветаевой, А. Ахматовой, А. Твардовского, Д. Хармса, И. Бродского, А. Кабакова, Т. Толстой, проблемам национальной специфики литературы, истории литературно-художественного «толстого» журнала России.
Автор более 300 научных и научно-критических работ, среди которых монографии «А. Твардовский: поэт и его эпоха» (1996), «Поводырь глагола: Юрий Казарин в диалогах и книгах» (2011), а также книги, написанные в соавторстве с А. В. Подчиненовым: «Русская идея как художественный феномен» (2001), «Век девятнадцатый и век двадцатый русской литературы: реальности диалога» (2008), «Борис Акунин и его игровой мир» (2017, в соавторстве с А. В. Подчиненовым и А. В. Снигиревым). С 2010 г. совместно с А. В. Подчиненовым организовывает и проводит семинары по феноменологии и психологии творчества, результатом которых стала публикация четырех коллективных монографий («Феномен творческой неудачи», «Феномен незавершенного», «Феномен творческого кризиса», «Феномен затекста»), объединившей ученых разных городов и стран.

## Награды
- Почетная грамота Министерства образования и науки Российской Федерации (2005)
- Памятная медаль «100-летие А.Т. Твардовского» Министерства культуры Российской Федерации (2010)
- Лауреат премии губернатора Свердловской области «Лучший профессор года» (по гуманитарным наукам) (2011)
- Звание «Почетный работник высшего профессионального образования Российской Федерации» (2015)

## Семья
- Отец – Шубин Александр Львович (1921–1977), выпускник Уральского государственного университета, географ, директор школы.
- Мать – Шубина Нина Николаевна (1923–2004), выпускница Уральского государственного университета, филолог, лектор Свердловской государственной филармонии.
- Сын – Снигирев Алексей Васильевич, выпускник Уральского государственного университета, филолог, кандидат филологических наук.

## Основные труды
- Русская литература XX века: проблемы и имена. – Екатеринбург: УрГУ, 1994. – 181 с. (в соавт. с Л. П. Быковым, А. В. Подчиненовым).
- Творчество А. Т. Твардовского в отечественной критике : Учеб. пособие. – Екатеринбург: УрГУ, 1994. – 84 с.
- А. Т. Твардовский: поэт и его эпоха. – Екатеринбург: Изд-во Урал. ун-а, 1996. – 380 с.
- Русская идея как художественный феномен: учеб. пособие. – Екатеринбург: Изд-во Урал. ун-а, 2000. – 104 с. (в соавт. с А. В. Подчиненовым).
- Век девятнадцатый и век двадцатый: реальности диалога. – Екатеринбург: Изд-во Урал. ун-та, 2008. – 197 с. (в соавт. с А. В. Подчиненовым).
- Поводырь глагола. Юрий Казарин в диалогах и книгах. – Екатеринбург: Изд-во Урал. ун-та, 2010. – 152 с.
- Борис Акунин и его игровой мир. – СПб.: Алетейя, 2017. – 175 с. (в соавт. с А. В. Подчиненовым, А. В. Снигиревым).

Автор идеи и редактор коллективных монографий:
- Феномен творческой неудачи / Под общей редакцией А. В. Подчиненова и Т. А. Снигиревой. - Екатеринбург: Изд-во Уральского ун-та, 2011. - 423 с.
- Феномен незавершенного / Под общей редакцией А. В. Подчиненова и Т. А. Снигиревой. - Екатеринбург: Изд-во Уральского ун-та, 2014. - 526 с.
- Феномен творческого кризиса / Под общей редакцией А. В. Подчиненова и Т. А. Снигиревой. - Екатеринбург: Изд-во Уральского ун-та, 2017. - 398 с.
- Феномен затекста / Под общей редакцией А. В. Подчиненова и Т. А. Снигиревой. - Екатеринбург: Изд-во Уральского ун-та, 2021. - 390 с.